# 9 Years of Shadows
9 Years of Shadows is een metroidvania-actiespel ontwikkeld door het Mexicaanse Halberd Studios en uitgegeven door indie.io voor meerdere platformen. Het spel verscheen oorspronkelijk voor Windows op 27 maart 2023, gevolgd door een versie voor de Nintendo Switch op 9 november 2023, en voor iOS en Android op 21 november 2024.

## Beschrijving
Het spel volgt Europa, een jonge krijgster die haar wereld al negen jaar heeft zien vervallen in duisternis en kleurloosheid door een mysterieuze vloek. Vastbesloten om deze duistere kracht te beëindigen, betreedt ze het vervloekte mechanische kasteel Talos, waar licht en hoop al lange tijd verdwenen zijn. Aan haar zijde staat Apino, een magische teddybeer die haar niet alleen gezelschap houdt, maar ook genezende magie gebruikt om haar te ondersteunen.
Tijdens haar reis doorkruist Europa een uitgestrekt netwerk van gangen, kamers en mysterieuze omgevingen, bevolkt door angstaanjagende vijanden en vergeten geheimen. Gaandeweg ontrafelt ze de oorsprong van het kwaad en komt ze oog in oog te staan met de pijn uit haar verleden.

## Speelbare personages
In 9 Years of Shadows is Europa het enige speelbare personage. De speler bestuurt haar tijdens haar tocht door het vervloekte kasteel Talos, waar ze geconfronteerd wordt met vijanden, puzzels en herinneringen aan een wereld die al negen jaar in duisternis is gehuld. Hoewel andere personages een belangrijke rol spelen in het verhaal en als NPC of eindbaas verschijnen, zijn ze niet bestuurbaar.
- Europa is een jonge krijgster die zich inzet om de wereld te bevrijden van een allesomvattende vloek die kleur en hoop heeft weggenomen. Gewapend met een magische hellebaard en beschermd door elementaire harnassen, trotseert zij het mechanische kasteel Talos. Haar vaardigheden worden versterkt door haar band met Apino, een magische teddybeer die haar geneest en met projectielen ondersteunt.

## Gameplay
9 Years of Shadows is een tweedimensionale metroidvania die traditionele platformactie combineert met verkenning, gevechten en lichte RPG-elementen. De speler bestuurt het personage Europa terwijl zij het vervloekte mechanische kasteel Talos doorkruist. Het spel legt de nadruk op vrije verkenning, waarbij nieuwe vaardigheden en uitrusting toegang bieden tot voorheen ontoegankelijke gebieden.
Centraal in de gameplay staat het elementaire harnassysteem. Europa verkrijgt vier verschillende harnassen, elk verbonden aan een klassiek element: aarde (Gaia), vuur (Helios), water (Poseidon) en bliksem (Zeus). Elk harnas verleent unieke krachten die zowel voor gevechten als voor mobiliteit worden gebruikt. Zo laat het Poseidon-harnas haar zwemmen, terwijl het Helios-harnas haar in staat stelt om op luchtstromen te zweven. Spelers kunnen op elk moment tussen harnassen wisselen, wat zorgt voor strategische diepgang tijdens zowel platforming als baasgevechten.
Europa wordt bijgestaan door Apino, een magische teddybeer die energieprojectielen afvuurt en haar kan genezen. In plaats van traditionele gezondheidskisten of mana, gebruikt het spel een resonantiesysteem: aanvallen met Apino verbruiken een magische meter, die kan worden aangevuld door vijanden met Europa’s mêlee-aanvallen te raken. Hierdoor worden aanvallende en verdedigende acties met elkaar verweven.
De visuele stijl van het spel bestaat uit gedetailleerde pixel art met een dynamisch kleurgebruik: gebieden die eerst grauw en kleurloos zijn, krijgen kleur terug naarmate de speler vordert. De soundtrack is mede gecomponeerd door Michiru Yamane en Norihiko Hibino, beiden bekend van eerdere werk aan series als Castlevania en Metal Gear Solid, en draagt bij aan de melancholische en hoopvolle sfeer van het spel.